# كيم تشونغ-كون (لاعب كرة قدم)
كيم تشونغ-كون (هانغل: 김종건) هو لاعب كرة قدم كوري جنوبي في مركز الوسط، ولد في 29 مارس 1964 في كوريا الجنوبية. لعب مع أولسان هيونداي ونادي سونغنام.

## وصلات خارجية
- كيم تشونغ-كون (لاعب كرة قدم) على موقع الاتحاد الدولي (مؤرشف)  (الإنجليزية)
- كيم تشونغ-كون (لاعب كرة قدم) على موقع دوري كوريا الجنوبية (الإنجليزية)
- كيم تشونغ-كون (لاعب كرة قدم) على موقع أوليمبيديا (الإنجليزية)